# Hyunjin
Hwang Hyun-jin (en hangul, 황현진; en hanja, 黃鉉辰; romanización revisada, Hwang Hyeonjin; McCune-Reischauer, Hwang Hyŏnjin; Seúl, 20 de marzo de 2000), más conocido como Hyunjin (현진),  rapero, presentador, cantante, modelo y bailarín surcoreano. Es popularmente conocido por ser miembro del grupo de K-pop Stray Kids.

## Biografía y carrera

### 2000-2018: Primeros años e inicios en su carrera musical
Hyunjin nació el 20 de marzo de 2000 en Seúl, Corea del Sur, siendo el único hijo de la familia. Durante sus años escolares, realizó varios deportes como esquí, esquí acuático, tenis, bádminton y otros. También practicó natación y participó en varias competiciones.
A diferencia de los otros miembros del grupo, Hyunjin no pensó que se convertiría en un ídolo. Según él, tuvo «suerte». Mientras estaba de compras con su madre, uno de los empleados de la agencia lo detuvo, le dio una tarjeta de presentación y lo invitó a realizar una audición en JYP Entertainment. Al principio Hyunjin sintió desconfianza y solo después de confirmar que tal empresa existía hizo la audición. Según Hyunjin, cuando se unió a JYP no tenía conocimientos artísticos, por lo que tuvo que aprender todo desde cero. Hyunjin quería hacer su debut no por su apariencia, sino por sus habilidades. Sus años como aprendiz no fueron fáciles, al principio no era muy bueno bailando y en algún momento hasta lo odiaba. Debido a su apariencia, en repetidas ocasiones escuchó que no debía preocuparse y que debutaría sin mucho esfuerzo. Cuando dijo que se convertiría en el bailarín principal y visual del grupo, pocos creyeron que realmente podría hacerlo.
En una entrevista, Hyunjin dijo que nunca había hecho equipo con Bang Chan durante las evaluaciones mensuales. Cuando se formaron los equipos, expresó su deseo de estar con él, pero de alguna manera nunca pudo. Cada vez, el equipo con Hyunjin tenía menos puntos que el equipo con Bang Chan. Así que se alegró mucho cuando recibió una invitación de él para unirse al grupo debut, que en ese momento estaba trabajando bajo el nombre «Male Group Project». En agosto de 2017, se anunció que JYP junto con Mnet estaban preparando un nuevo reality show, que tenía como objetivo formar un grupo de chicos. La peculiaridad de este programa fue que desde el principio el grupo ya estaba formado y el objetivo de los chicos era debutar con nueve integrantes. Hwang debutó como integrante de Stray Kids con el lanzamiento del EP I Am Not el 25 de marzo de 2018.

### 2019-presente: Actividades en solitario
En febrero de 2019, se anunció que Hyunjin presentaría el programa Show! Music Core junto a Chani de SF9 y Mina de Gugudan. El primer episodio se emitió el 16 de febrero. En el mismo año, él y su compañero I.N hicieron una aparición en el drama A-Teen 2 de Naver TV Cast como los amigos de Cha Ah-hyun.
El 10 de mayo de 2020, como parte de SKZ-PLAYER, se lanzó un vídeo de Hyunjin bailando la coreografía de «When the Party's Over» de Billie Eilish. El 20 de diciembre, se lanzó la canción «miss you (꼬마별)», donde trabajó en la letra y producción con Kim Mong-e. Dos meses después, un usuario anónimo acusó a Hyunjin por intimidarlo en la secundaria. El 27 de febrero, JYP anunció que Hyunjin fue suspendido del grupo por un período indefinido. También compartió una carta de disculpa escrita a mano. Con el transcurso del tiempo  se demostró que las acusaciones fueron falsas. En el momento en que Stray Kids protagonizó Kingdom: Legendary War, Hyunjin apareció solo en el primer episodio del programa. No obstante, en junio se anunció que volvería a sus actividades en julio.
Hyunjin fue nombrado «Artista del mes» de Studio Choom por Mnet. El 11 de octubre, el canal de YouTube publicó un teaser con partes de la coreografía y extractos de su entrevista, en la que comparte recuerdos de su pasado. También en este adelanto se mostraron momentos donde se puede ver como Hyunjin se preparaba con los bailarines de JYP Entertainment para grabar una coreografía. El vídeo completo fue lanzado el 16 de octubre y fue coreografiado por MOTF.
El 22 de diciembre de 2021, se anunciaron los ganadores de los K-Champ Awards 2021. Hyunjin obtuvo el premio en la categoría «Best Weekly Idol Individual Cam (Male)». La premiación tuvo lugar durante el programa Weekly Idol, presentado por Kwanghee y Eunhyuk de Super Junior. El 20 de julio de 2023 Hyunjin fue anunciado como embajador global de la marca de lujo Versace.
El 31 de agosto de 2023 se lanzó una remezcla de la canción «Rush» del australiano Troye Sivan en colaboración con la cantautora brítanica PinkPantheress y Hyunjin.

## Discografía

### Composiciones
| Canción                                        | Año  | Álbum      | Artista    | Letras     | Letras                   | Música     | Música                           |
| Canción                                        | Año  | Álbum      | Artista    | Acreditado | Con                      | Acreditado | Con                              |
| ---------------------------------------------- | ---- | ---------- | ---------- | ---------- | ------------------------ | ---------- | -------------------------------- |
| «4419»                                         | 2018 | Mixtape    | Stray Kids | Yes        | Bang Chan, Han, Seungmin | No         | —                                |
| «You.»                                         | 2018 | I Am You   | Stray Kids | Yes        | Changbin, I.N            | Yes        | Changbin, I.N, Hong Ji-sang      |
| «Wow» (Lee Know, Hyunjin y Felix)              | 2020 | Go Live    | Stray Kids | Yes        | Lee Know, Felix, Kass    | No         | —                                |
| «Red Lights» (강박; Bang Chan y Hyunjin)       | 2021 | Noeasy     | Stray Kids | Yes        | Bang Chan                | Yes        | Bang Chan                        |
| «Muddy Water» (Changbin, Hyunjin, Han y Felix) | 2022 | Oddinary   | Stray Kids | Yes        | Changbin, Han, Felix     | Yes        | Changbin, Han, Felix, Millionboy |
| «Taste» (Lee Know, Hyunjin y Felix)            | 2022 | Maxident   | Stray Kids | Yes        | Lee Know, Felix          | Yes        | Bang Chan, Lee Know, Felix       |
| «Love Untold»                                  | 2023 | SKZ-Replay | Stray Kids | Yes        | Bang Chan                | Yes        | Bang Chan                        |
| «DLMLU»                                        | 2023 | The Sound  | Stray Kids | Yes        | Yohei                    | Yes        | Bang Chan, Versachoi             |

## Filmografía

### Drama
| Año  | Título   | Cadena        | Nota(s)               |
| ---- | -------- | ------------- | --------------------- |
| 2019 | A-Teen 2 | Naver TV Cast | Invitado en el Ep. 16 |

### Programas de televisión
| Año  | Título           | Cadena | Nota(s)     |
| ---- | ---------------- | ------ | ----------- |
| 2017 | Stray Kids       | Mnet   | Competidor  |
| 2019 | Show! Music Core | MBC TV | Presentador |

## Premios y nominaciones
| Año             | Premio                                              | Categoría                               | Trabajo nominado | Resultado | Ref(s). |
| --------------- | --------------------------------------------------- | --------------------------------------- | ---------------- | --------- | ------- |
| 2021            | K-Champ Awards                                      | Best Weekly Idol Individual Cam (Male)  | Él mismo         | Ganador   |         |
| Reconocimientos |                                                     |                                         |                  |           |         |
| 2020            | TC Candler: The 8th Annual Independent Critics List | World's 100 Most Handsome Faces of 2020 | Él mismo         | 36º       | [ 12 ]  |
| 2021            | TC Candler: The 8th Annual Independent Critics List | World's 100 Most Handsome Faces of 2021 | Él mismo         | 12º       | [ 13 ]  |
| 2022            | TC Candler: The 8th Annual Independent Critics List | World's 100 Most Handsome Faces of 2022 | Él mismo         | 2º        | [ 14 ]  |